# Plesiosauria
I plesiosauri (Plesiosauria) sono un gruppo di rettili acquatici vissuti tra il Triassico superiore e il Cretaceo superiore, divenendo particolarmente comuni nel corso del Giurassico. Contendevano il predominio dei mari del Mesozoico agli altri rettili marini, come gli Ittiosauri. Si estinsero alla fine del Cretaceo, a causa dell'evento di estinzione noto come K-T, insieme a moltissimi altri gruppi di rettili.
Il nome "plesiosauro" è usato per riferirsi a tutti i membri dell'ordine Plesiosauria, ma nella cultura popolare questo termine è usato soltanto in riferimento alle forme a collo lungo (sottordine Plesiosauroidea), così come alle creature dell'immaginario collettivo come "Nessie".

## Descrizione
"Un serpente passato attraverso il corpo di una tartaruga", così nei primi anni dell'Ottocento il famoso paleontologo inglese William Conybeare descriveva l'aspetto di un plesiosauro. In effetti, almeno i membri del sottordine Plesiosauroidea corrispondevano a questa immagine, con un corpo largo, coda corta, collo lungo e zampe trasformate in pinne. I plesiosauri, infatti, conservavano due paia di zampe, che si erano però evolute in strutture simili a pagaie. I loro antenati, i notosauri, possedevano corpi più simili a quelli dei coccodrilli, mentre i corpi dei plesiosauri erano più compatti e corti.
I tipi di plesiosauri si distinguono principalmente per la grandezza della testa e lunghezza del loro collo: i membri dei Plesiosauroidea, come i criptoclididi, gli elasmosauridi e i plesiosauridi possedevano lunghi colli e potrebbero essere stati abitatori di acque basse, nutrendosi lungo il fondale. I plesiosauri nel periodo della loro massima diffusione dettero origine a creature davvero incredibili, come Elasmosaurus, con colli lunghi anche sette metri e dotati di un'enorme quantità di vertebre per garantirne la flessibilità. La maggior parte del sottordine Pliosauroidea (come i pliosauridi e i romaleosauridi) possedevano invece colli più corti e testa grandi e allungate; questi animali vivevano probabilmente in acque più profonde.

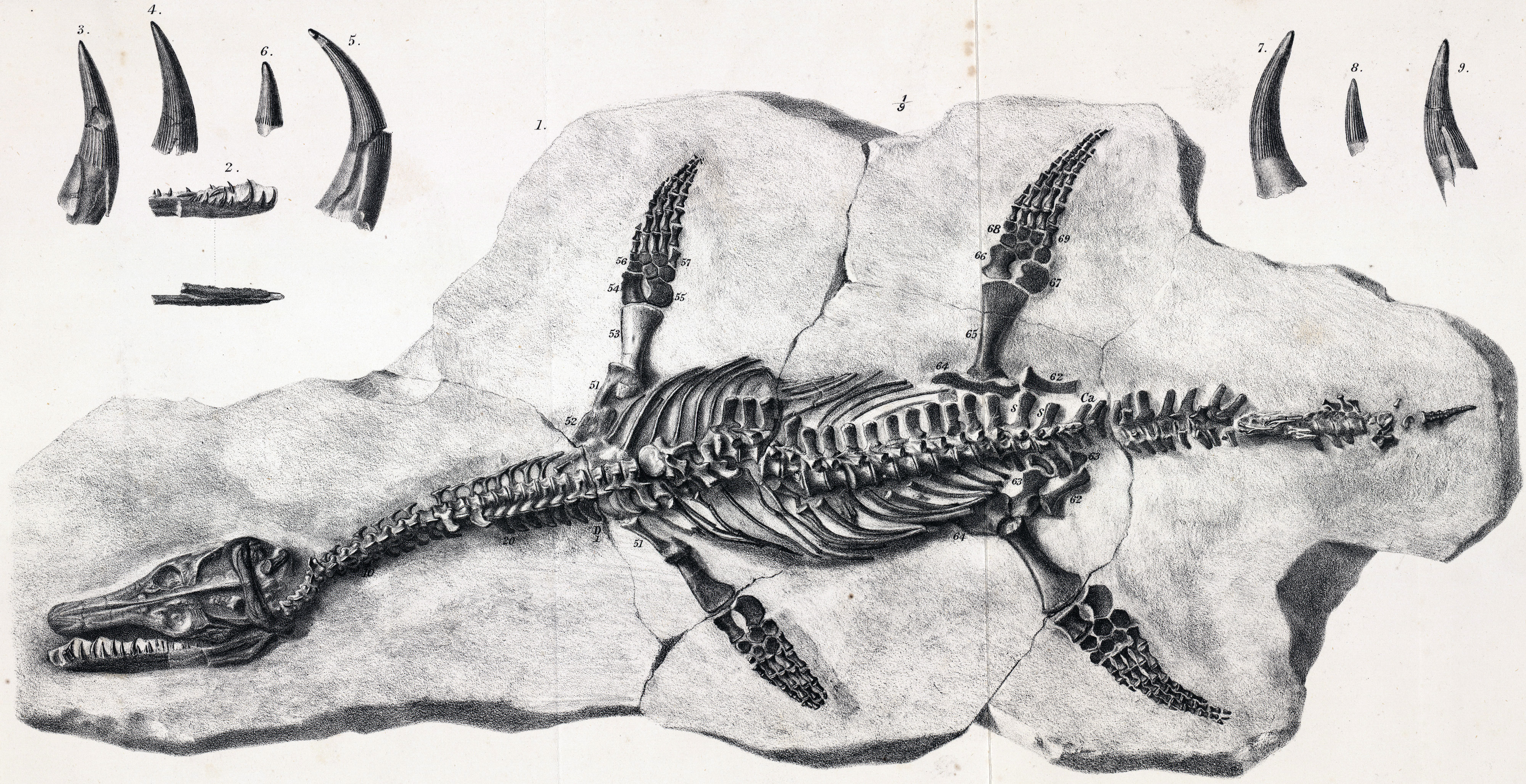
Disegno dello scheletro di Archaeonectrus

Tutti i plesiosauri possedevano quattro zampe simili a pinne; si pensa che questo insolito adattamento fosse usato per spostare il corpo attraverso l'acqua grazie a una combinazione di movimento rotatorio e verticale. Nelle moderne ricostruzioni sono rappresentati con una pinna caudale, come gli ittiosauri e alcuni mosasauri, ed è probabile che la coda fosse utile solo nel controllo direzionale. Potrebbero esservi state somiglianze nel movimento dei plesiosauri e di alcune creature viventi, come i pinguini e le tartarughe marine, che hanno rispettivamente due e quattro zampe simili a pagaie.
Le narici interne erano posizionate in avanti sul muso, e possedevano scanalature nel palato per canalizzare l'acqua, il cui scorrimento era mantenuto dalla pressione idrodinamica sopra le narici esterne situate posteriormente. Durante il passaggio attraverso i condotti nasali, l'acqua era probabilmente "sentita" dagli epiteli olfattivi.
In generale, i plesiosauri sono tra i più grandi predatori marini di ogni tempo: i più piccoli erano lunghi circa due metri, mentre i più grandi (appartenenti ai pliosauri, come il cosiddetto "mostro di Aramberri") raggiungevano i 15 metri. In ogni caso, alcuni ittiosauri del Triassico (Shastasaurus) raggiungevano i 21 metri, e anche alcuni mosasauri del Cretaceo potevano superare i 15 metri di lunghezza (Hainosaurus). Alcuni animali marini attuali (il capodoglio, le balenottere) superano facilmente la taglia dei plesiosauri.

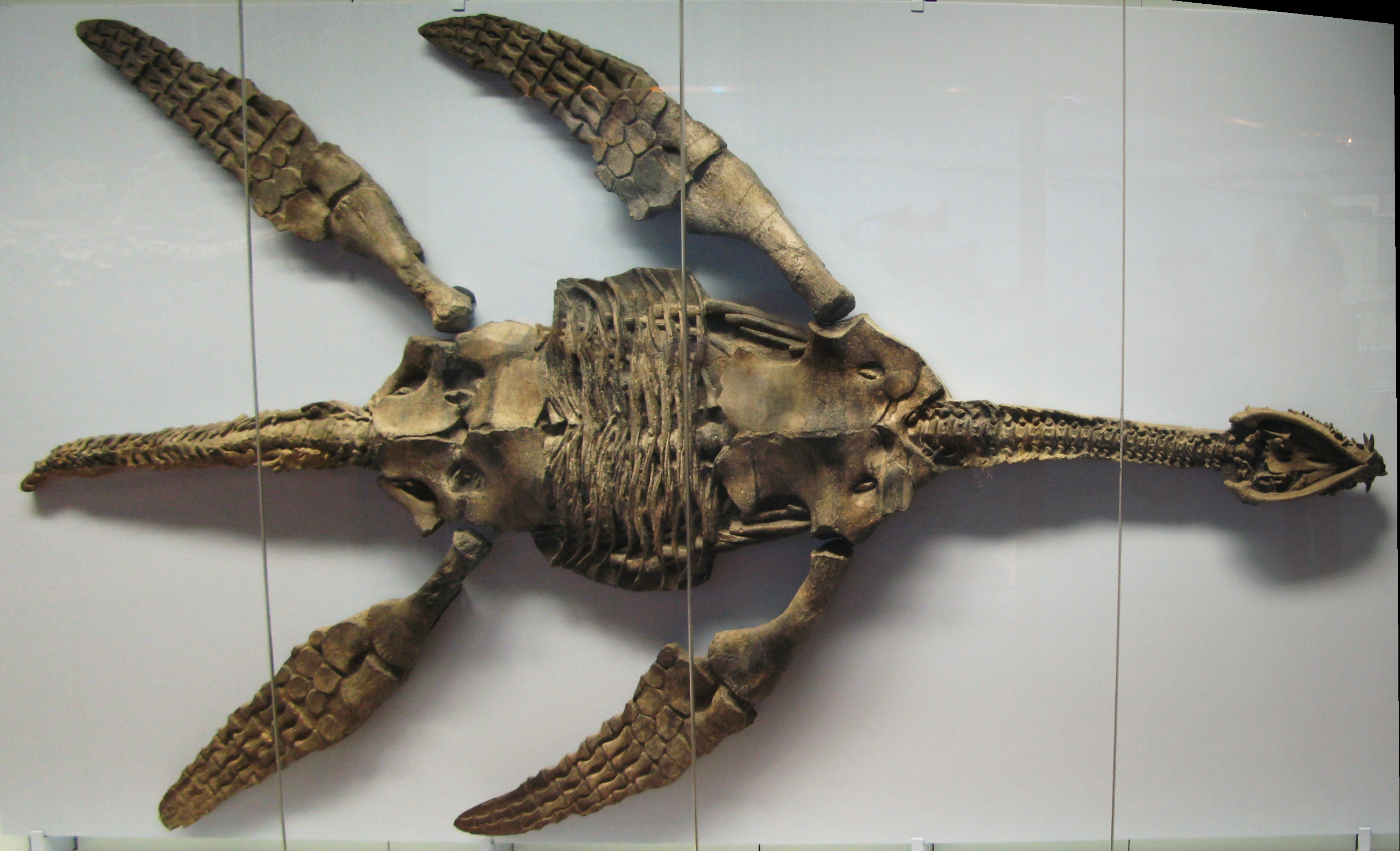
Scheletro di Meyerasaurus, Museum am Löwentor, Stoccarda

## Storia delle scoperte
Mary Anning (1799-1847) divenne famosa per i suoi ritrovamenti di rettili marini a Lyme Regis, nel Dorset (Regno Unito). È considerata la prima ad aver scoperto i fossili di un plesiosauro (Plesiosaurus dolichodeirus), che divenne in seguito il "fossile tipo" (genoolotipo). Questa regione della Gran Bretagna è ora patrimonio dell'umanità, ed è chiamata Jurassic Coast.
In seguito i fossili di plesiosauri sono stati scoperti in tutti i continenti (Antartide compreso); alcuni dei fossili più interessanti provengono dalla Germania (Holzmaden, dove è stato scoperto un plesiosauro si cui si è conservata l'impronta esterna del corpo) e dal Nordamerica (nel cosiddetto "mare interno occidentale"). Recenti scoperte comprendono il già citato "mostro di Aramberri", un esemplare largamente incompleto di pliosauro proveniente dal Messico, che in vita doveva raggiungere la lunghezza di 15 metri (i media pubblicarono stime dimensionali esagerate, 25 metri di lunghezza) e che venne inizialmente attribuito (erroneamente) a Liopleurodon (Buchy et al., 2003). Un altro pliosauro gigante rinvenuto di recente è il fossile noto come "Predator X", rinvenuto nelle Svalbard nel 2006, sullo scavo del quale è stato fatto uno special televisivo dallo stesso nome. Nel 2012 un nuovo studio ha determinato che Predator X era un esemplare di una nuova specie di Pliosaurus (Knutsen et al., 2012).
Il più grande plesiosauro scoperto in Italia (lungo circa 4 metri) è stato scoperto nel 1981 sull'Altopiano di Asiago ed è stato denominato Anguanax zignoi.

## Paleobiologia

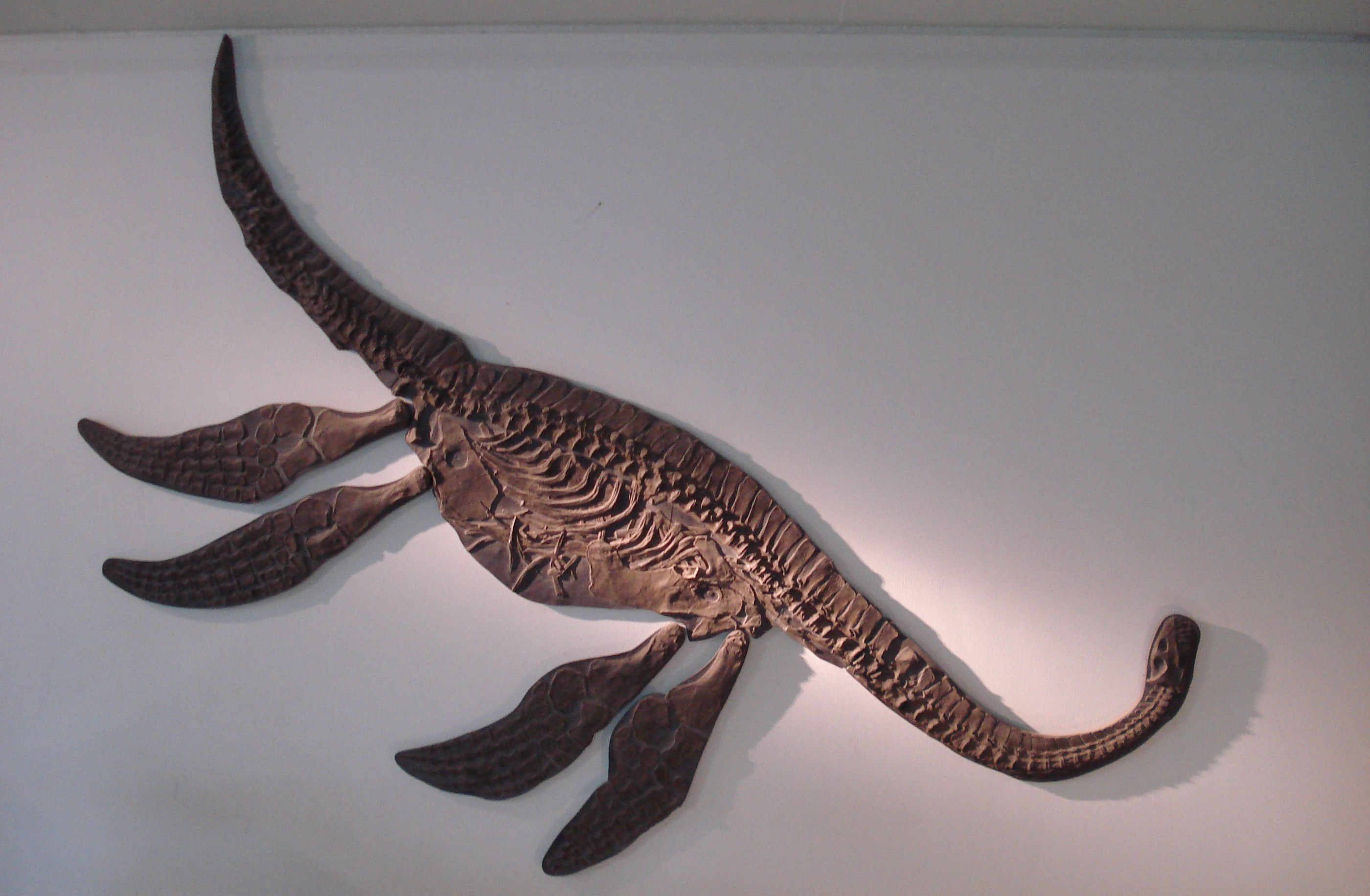
Calco di Seeleyosaurus

Numerosi fossili di plesiosauri conservano, nella zona dello stomaco, resti di belemniti (animali simili a seppie) e ammoniti (molluschi simili agli odierni nautili). I plesiosauri possedevano generalmente mascelle robuste, abbastanza forti da penetrare i duri gusci di queste prede. I pesci ossei (Osteichthyes) ebbero una notevole diffusione nel corso del Giurassico, ed è probabile che molti di questi fossero prede abituali dei plesiosauri. Prove recenti (McHenry e Wroe, 2005) indicherebbero però che almeno alcuni plesiosauri a collo lungo predassero animali di fondale (bivalvi, crostacei e gasteropodi).
È stato proposto, in passato, che i plesiosauri di dimensioni minori potrebbero aver strisciato sulle rive per deporre le loro uova, in maniera simile alle odierne tartarughe marine; è ormai chiaro, però, che i plesiosauri davano alla luce i loro piccoli in acqua (O'Keefe e Chiappe, 2011), poiché un fossile di Polycotylus mostra chiaramente all'interno un altro esemplare di piccole dimensioni: questi animali probabilmente esercitavano qualche tipo di cura parentale, come le odierne balene.
Un'altra curiosità riguarda la struttura delle quattro "pinne". Nessun animale odierno possiede un simile adattamento (le tartarughe marine nuotano solo grazie al paio anteriore), e vi è quindi una notevole incertezza riguardo a quale tipo di nuoto avessero i plesiosauri. Mentre i pliosauroidi dal collo corto (ad esempio Liopleurodon) potrebbero essere stati veloci nuotatori, le forme dal collo lungo erano costruite più per la manovra che per la velocità. Sono stati scoperti anche alcuni scheletri (Everhart, 2005) in cui, nella regione dello stomaco, erano presenti gastroliti, ovvero pietre arrotondate usate probabilmente per aiutare l'animale a scendere nella colonna d'acqua o forse per facilitare lo sminuzzamento del cibo ingerito.

## Classificazione
I plesiosauri, originatisi nel Triassico superiore ma comuni nel Giurassico e nel Cretaceo, avevano come stretti parenti i notosauri, tipici delle acque del Triassico. Alcune forme (Pistosaurus, Augustasaurus, Bobosaurus, Yunguisaurus) possedevano caratteristiche intermedie tra i due gruppi. Ancora oggi non è chiara la classificazione di questi animali, e alcune famiglie (romaleosauridi, leptocleididi, policotilidi, aristonectidi) non godono di una collocazione sistematica universalmente riconosciuta.

### Tassonomia

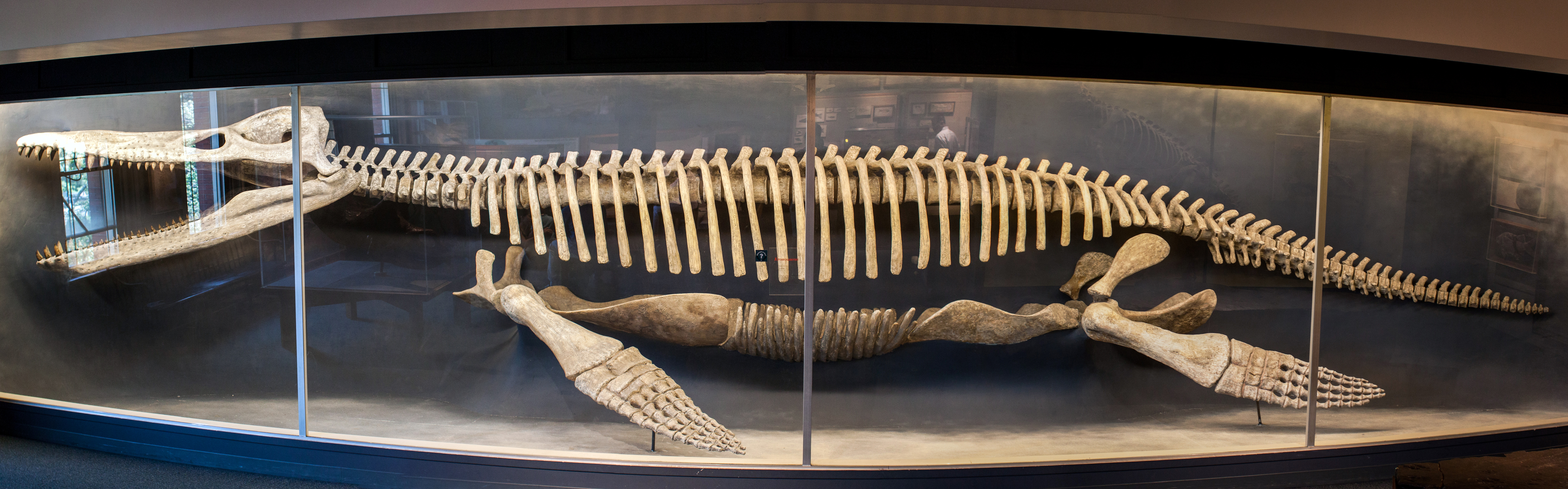
Kronosaurus, un pliosauride

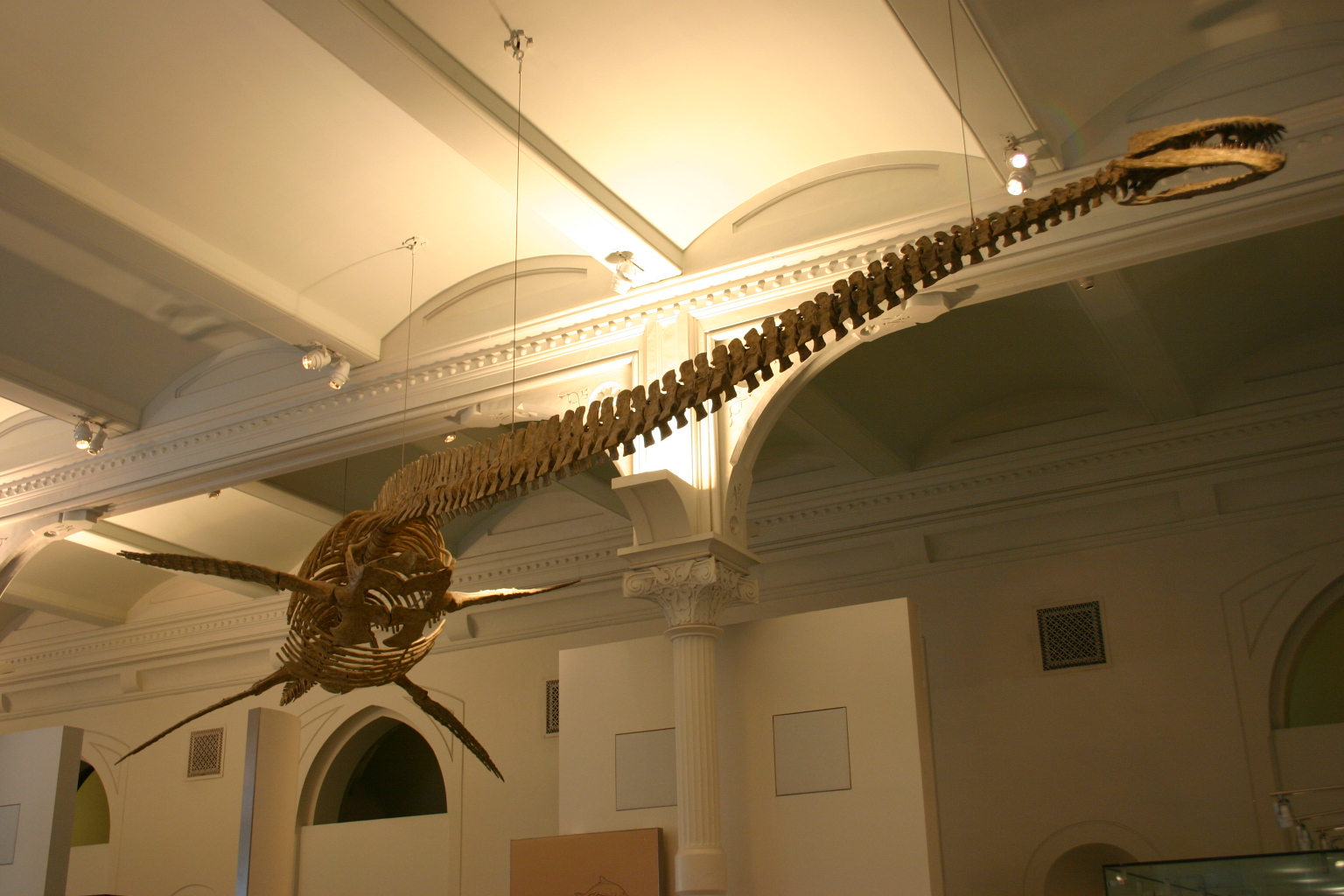
Thalassomedon, un elasmosauride

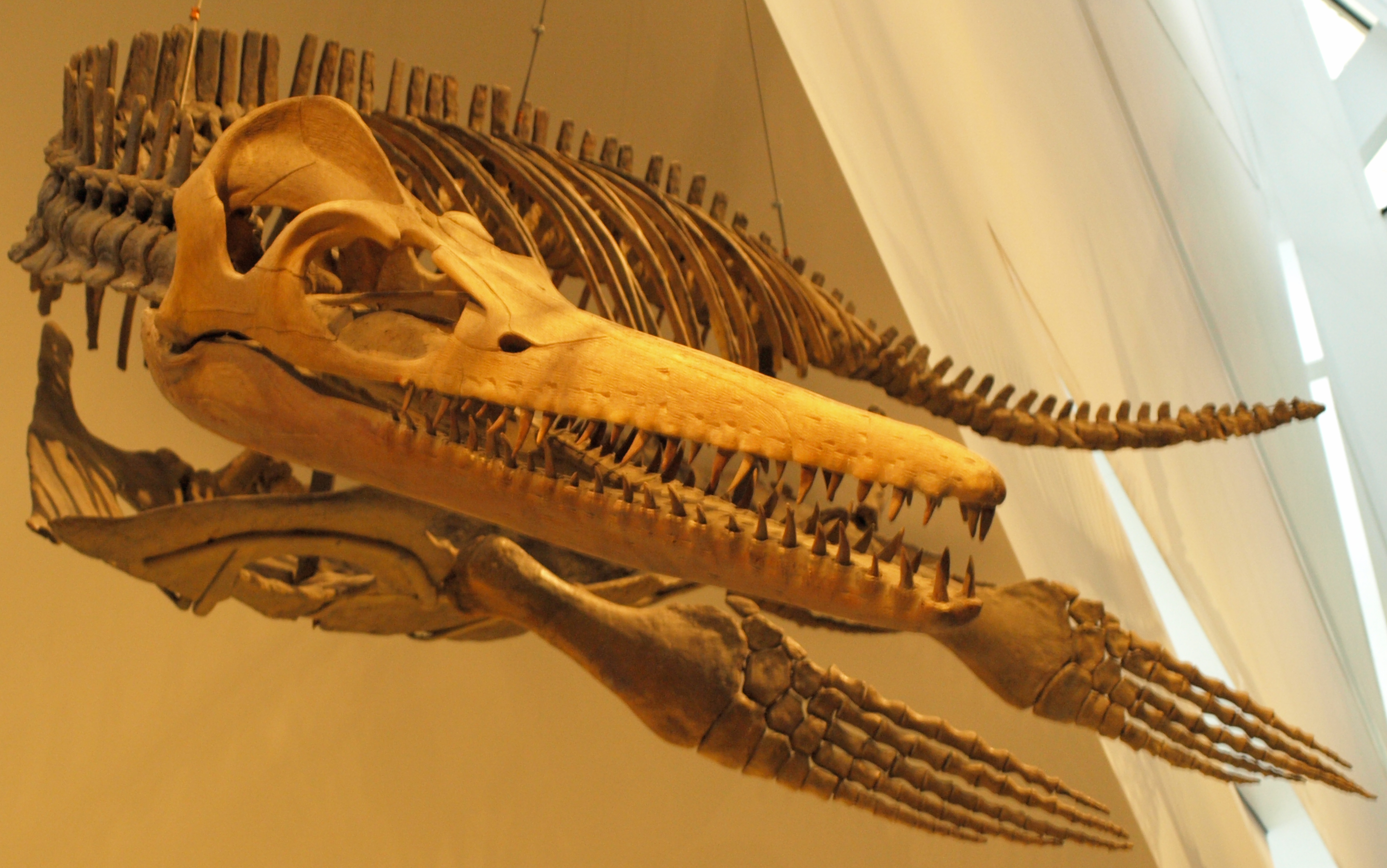
Trinacromerum, un policotilide

La tassonomia presentata si basa principalmente sull'analisi cladistica proposta da Hilary F. Ketchum e Roger B. J. Benson (2011).
- Clade Pistosauria
  - Augustasaurus
  - Bobosaurus
  - Pistosaurus
  - Wangosaurus
  - Yunguisaurus
  - Ordine Plesiosauria
    - Sottordine Plesiosauroidea
      - Famiglia Elasmosauridae
      - Famiglia Plesiosauridae
      - Clade Cryptoclidia
        - ? Famiglia Aristonectidae
        - Famiglia Cryptoclididae
        - Clade Leptocleidia
          - Famiglia Leptocleididae
          - Famiglia Polycotylidae

    - Sottordine Pliosauroidea
      - Famiglia Rhomaleosauridae
      - Famiglia Pliosauridae

### Filogenesi
Plesiosauria è un taxon definito come "tutti i taxa più strettamente imparentati con Plesiosaurus dolichodeirus e Pliosaurus brachydeirus che con Augustasaurus hagdorni" (Ketchum e Benson, 2011):
Un altro studio (Benson et al., 2012) ha indicato che il clade Pliosauroidea era probabilmente parafiletico in relazione ai Plesiosauroidea. I romaleosauridi sono qui considerati un gruppo esterno a un clade più derivato (Neoplesiosauria) comprendente invece Pliosauridae e Plesiosauroidea: